# Pataki Mihály
Pataki Mihály, beceneve Pityke (Budapest, 1893. december 7. – Budapest, 1977. november 28.) labdarúgó, 1930-ban a magyar labdarúgó-válogatott szövetségi kapitánya.

## Pályafutása

### A Ferencvárosban
1908-ban kezdte a labdarúgást a Ferencváros ifjúsági csapatában. Már 17 éves korában bemutatkozott az élvonalban, 1910. szeptember 12-én a Nemzeti SC ellen és két gólt is szerzett. Az első három idényben sorozatban megnyerték a bajnokságot, 1913-ban a kupát is. Ezután éveken át másodikak, harmadikak voltak, csak egyszer lettek negyedikek. Pályafutása utolsó két évében ismét bajnokok lettek és 1925-1926-ban, 32 évesen az év labdarúgója lett és újra a válogatott tagja lett. A profizmus 1926-os bevezetése után is amatőrként szerepelt a csapatban. A Fradiban összesen 380 mérkőzésen szerepelt (185 bajnoki, 140 nemzetközi, 55 hazai díjmérkőzés) és 280 gólt szerzett (113 bajnoki, 167 egyéb).
Érdekes szokása volt, hogy hűvös, esős időben fehér cérnakesztyűben játszott, hogy védje ujjait, mert hegedülni is nagyon szeretett.

### A válogatottban
1912 és 1927 között 24 alkalommal szerepelt a legjobbak között és 20 gólt szerzett. Tagja volt az 1912-es stockholmi nyári olimpián részt vevő csapatnak, amely a vigaszág megnyerésével az ötödik helyen végzett.
| „               | Minden perc, minden mérkőzés ünnep volt, amit zöld-fehér mezben tölthettem, de a válogatott találkozók előtti pillanatokra ma is meghatódva emlékezem. Amikor a Himnuszt hallgattuk mindig könnyeztem... Szüleim határtalan hazaszeretetre neveltek, az 1848-as eszmék családunkban szentnek számítottak. | ” |
| – Pataki Mihály | |   |

### Sportvezetőként
1927-es visszavonulása után, Maillinger Béla kérésére még 15 éven át dolgozott a ferencvárosi sikerekért, sportigazgatóként illetve szakmai vezetőként. Majd húszéves játékos pályafutásának tapasztalataival segítette a Fradi vezetőedzőit, többek között Blum Zoltánt is az 1931-1932-es 100%-osan megnyert bajnokságban. A harmincas évek végén az ő javaslatára kezdett a csapat VM rendszerben, három hátvéddel játszani és ennek is köszönhető volt az 1940-1941-es bajnoki cím.
1930-ban a válogatott szövetségi kapitánya volt három mérkőzésen át. Mérlege 2 döntetlen és 1 vereség volt:
- Svájc, 2-2, Bázel
- Csehszlovákia, 1-1, Prága
- Olaszország, 0-5, Budapest

## Sikerei, díjai
- Magyar bajnokság
  - bajnok (5 alkalommal): 1910-1911, 1911-1912, 1912-1913, 1925-1926, 1926-1927
  - 2. (6 alkalommal): 1913-1914, 1917-1918, 1918-1919, 1921-1922, 1923-1924, 1924-1925
  - 3. (3 alkalommal): 1919-1920, 1920-1921, 1922-1923
- Magyar Kupa
  - győztes: 1913, 1922, 1927
  - döntős: 1912[3]
- Auguszta-serleg
  - győztes: 1914
- A stockholmi olimpia résztvevője. A vigaszág győztese (5. hely)
- Az év labdarúgója: 1925-1926
- az FTC örökös bajnoka: 1925

## Statisztika

### Mérkőzései a válogatottban
| Magyarország | Magyarország         | Magyarország                      | Magyarország   | Magyarország | Magyarország      | Magyarország         | Magyarország | Magyarország              |
| #            | Dátum                | Helyszín                          | Hazai          | Eredmény     | Vendég            | Kiírás               | Gólok        | Esemény                   |
| ------------ | -------------------- | --------------------------------- | -------------- | ------------ | ----------------- | -------------------- | ------------ | ------------------------- |
| 1.           | 1912. június 20.     | Göteborg, Valhalla                | Svédország     | 2 – 2        | Magyarország      | barátságos           | 1            | 58'                       |
| 2.           | 1912. június 30.     | Stockholm, Olimpiai Stadion (SWE) | Nagy-Britannia | 7 – 0        | Magyarország      | olimpiai negyeddöntő | -            |                           |
| 3.           | 1912. július 5.      | Stockholm, Råsunda (SWE)          | Magyarország   | 3 – 0        | Ausztria          | olimpiai 5. helyért  | 1            | 72'                       |
| 4.           | 1912. július 12.     | Moszkva, SZKSZ-stadion            | Oroszország    | 0 – 9        | Magyarország      | barátságos           | 4            | 9' 44' 49' 75' (11-esből) |
| 5.           | 1912. július 14.     | Moszkva, SZKSZ-stadion            | Oroszország    | 0 – 12       | Magyarország      | barátságos           | 2            | 65' 73'                   |
| 6.           | 1912. november 3.    | Budapest, Üllői úti pálya         | Magyarország   | 4 – 0        | Ausztria          | Wagner-serleg        | 1            | 65'                       |
| 7.           | 1913. április 27.    | Bécs, WAC-Platz                   | Ausztria       | 1 – 4        | Magyarország      | Wagner-serleg        | 2            | 75' 77'                   |
| 8.           | 1913. május 18.      | Budapest, Üllői úti pálya         | Magyarország   | 2 – 0        | Svédország        | barátságos           | 1            | 87'                       |
| 9.           | 1913. október 26.    | Budapest, Hungária körúti pálya   | Magyarország   | 4 – 3        | Ausztria          | Wagner-serleg        | 1            | 68'                       |
| 10.          | 1914. május 3.       | Bécs, WAC-Platz                   | Ausztria       | 2 – 0        | Magyarország      | Wagner-serleg        | -            |                           |
| 11.          | 1914. május 31.      | Budapest, Üllői úti pálya         | Magyarország   | 5 – 1        | Franciaország     | barátságos           | 1            | 76'                       |
| 12.          | 1915. május 2.       | Budapest, Hungária körúti pálya   | Magyarország   | 2 – 5        | Ausztria          | barátságos           | 1            | 71'                       |
| 13.          | 1915. május 30.      | Bécs, WAC-Platz                   | Ausztria       | 1 – 2        | Magyarország      | barátságos           | -            |                           |
| 14.          | 1918. október 6.     | Bécs, WAC-Platz                   | Ausztria       | 0 – 3        | Magyarország      | barátságos           | 1            | 77'                       |
| 15.          | 1919. október 5.     | Bécs, WAC-Platz                   | Ausztria       | 2 – 0        | Magyarország      | barátságos           | -            |                           |
| 16.          | 1919. november 9.    | Budapest, Hungária körúti pálya   | Magyarország   | 3 – 2        | Ausztria          | barátságos           | 2            | 7' 29' (11-esből)         |
| 17.          | 1920. május 2.       | Bécs, WAC-Platz                   | Ausztria       | 2 – 2        | Magyarország      | barátságos           | 1            | 44'                       |
|              | 1921. június 26.     | Budapest, Üllői úti pálya         | Magyarország   | 3 – 0        | Dél-Németország   | barátságos           | -            | Gól                       |
|              | 1921. október 23.    | Budapest, Hungária körúti pálya   | Magyarország   | 3 – 2        | Közép-Németország | barátságos           | -            |                           |
| 18.          | 1922. július 9.      | Stockholm                         | Svédország     | 1 – 1        | Magyarország      | barátságos           | -            |                           |
| 19.          | 1922. július 13.     | Helsinki                          | Finnország     | 1 – 5        | Magyarország      | barátságos           | 2            | 69' 81'                   |
| 20.          | 1923. október 28.    | Budapest, Üllői úti pálya         | Magyarország   | 2 – 1        | Svédország        | barátságos           | -            |                           |
| 21.          | 1924. szeptember 14. | Bécs, Hohe Warte                  | Ausztria       | 2 – 1        | Magyarország      | barátságos           | -            |                           |
| 22.          | 1925. november 8.    | Budapest, Üllői úti pálya         | Magyarország   | 1 – 1        | Olaszország       | barátságos           | -            |                           |
| 23.          | 1926. június 6.      | Budapest, Üllői úti pálya         | Magyarország   | 2 – 1        | Csehszlovákia     | barátságos           | -            |                           |
| 24.          | 1927. április 24.    | Prága, Sparta-pálya               | Csehszlovákia  | 4 – 1        | Magyarország      | barátságos           | -            |                           |
|              | Összesen             |                                   |                | 24           | mérkőzés          |                      | 21           | gól                       |

### Mérkőzései szövetségi kapitányként
| Magyarország | Magyarország      | Magyarország              | Magyarország  | Magyarország | Magyarország | Magyarország | Magyarország | Magyarország |
| #            | Dátum             | Helyszín                  | Hazai         | Eredmény     | Vendég       | Kiírás       | Gólok        | Esemény      |
| ------------ | ----------------- | ------------------------- | ------------- | ------------ | ------------ | ------------ | ------------ | ------------ |
| 1.           | 1930. április 13. | Bázel                     | Svájc         | 2 – 2        | Magyarország | barátságos   | -            |              |
| 2.           | 1930. május 1.    | Prága                     | Csehszlovákia | 1 – 1        | Magyarország | barátságos   | -            |              |
| 3.           | 1930. május 11.   | Budapest, Üllői úti pálya | Magyarország  | 0 – 5        | Olaszország  | Európa-kupa  | -            |              |
|              | Összesen          |                           |               | -            | mérkőzés     |              | -            | gól          |